# 統一記念日 (カメルーン)
統一記念日（とういつきねんび、英語: Unification Day）は毎年10月1日に祝われる、カメルーン共和国の祝日。1961年のイギリス領カメルーン独立とフランス領カメルーンとの併合を記念する。なお、フランス領カメルーンの独立の日である1960年1月1日とは別である。